# Eupithecia petersenaria
Eupithecia petersenaria är en fjärilsart som beskrevs av Wnukowsky 1929. Eupithecia petersenaria ingår i släktet Eupithecia och familjen mätare. Inga underarter finns listade i Catalogue of Life.